# Liah Greenfeld
Liah Greenfeld (Vladivostok, Extremo Oriente ruso, 1954) es una socióloga, antropóloga e historiadora estadounidense nacida en la Unión Soviética de una familia de origen judío.

## Biografía
Liah Greenfeld nació en el extremo oriente ruso en la ciudad de Vladivostok en 1954, parte entonces de la Unión Soviética. Nacida en el seno de una familia rusa de origen judío, emigró a Israel con sus padres en 1972. Se doctoró en Sociología del arte por la Universidad Hebrea de Jerusalén en 1982, mismo año en que decidió realizar un curso postdoctoral en la Universidad de Chicago, permaneciendo después en Estados Unidos. Catedrática de Sociología, Ciencias políticas y Antropología en la Universidad de Boston, ha sido profesora de sociología en varias universidades norteamericanas, como Harvard, Chicago o el MIT.
Desde la publicación de Nationalism: Five Roads to Modernity (Harvard University Press, 1992), Greenfeld se ha convertido en todo un referente en el campo de los estudios sobre el nacionalismo. Amplió su investigación con el libro The Spirit of Capitalism: Nationalism and Economic Growth (Harvard University Press, 2001), que obtuvo el premio Donald Kagan al mejor libro sobre historia europea. La obra Mind, Modernity, Madness: The Impact of Culture on Human Experience (Harvard University Press, 2013) cierra esta trilogía sobre los aspectos políticos, económicos y psicológicos de la cultura moderna. Su última publicación editada en español es Pensar con Libertad: La humanidad y la naciçon en todos sus estados. (Conversando con Marx, Weber, Durkheim, Ben-David, Shils, Aron, Bell, Gellner y Anderson), traducido por Mar Vidal con una introducción de Agustí Colomines y Aurora Madaula, Barcelona: Arpa & Alfil Editores, 2016.